# Nemés

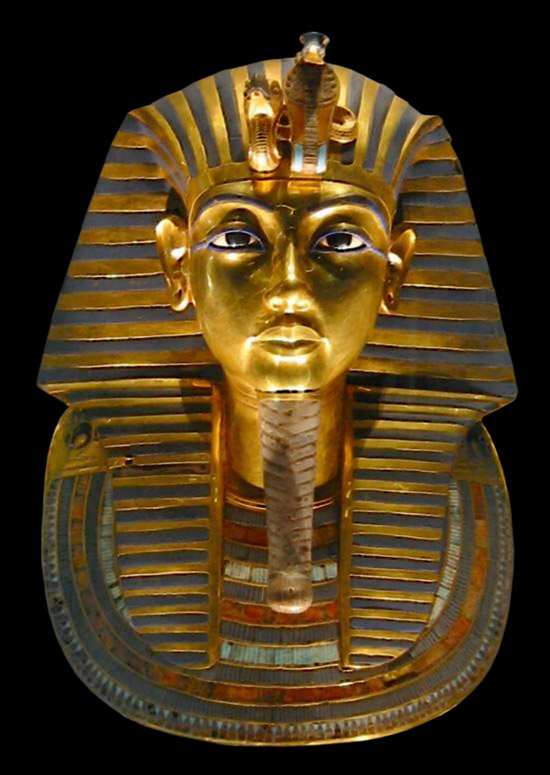
Máscara funerária de Tutancâmon na qual está representado o nemés

Nemés, também chamado cate (khat) quando feito de forma mais simples, era um toucado usado pelos faraós do Antigo Egito. Era um pedaço de tecido listrado apertado na testa e amarrado numa espécie de cauda na parte de trás enquanto, de cado lado da face, duas mechas de remendos pendiam. A testa era decorada com o ureu (serpente) e o abutre. Aparece representado na máscara funerária em ouro do faraó Tutancâmon (r. 1336–1327 a.C.).